# 莱瑞尼
莱瑞尼（法語：Les Junies，法語發音：[le ʒyni]）是法国洛特省的一个市镇，属于卡奥尔区。

## 地理
莱瑞尼（44°32'18"N, 1°14'7"E）面积13.06 平方千米，位于法国奧克西塔尼大區洛特省，该省份为法国西南部内陆省份，北起顺时针与科雷兹省、康塔爾省、阿韦龙省、塔恩-加龙省、洛特-加龍省和多尔多涅省接壤。
与莱瑞尼接壤的市镇（或旧市镇、城区）包括：卡斯泰尔弗朗、古茹纳克、拉巴斯蒂德迪韦尔、莱尔姆、波马雷德、蓬西尔克、普赖萨克。

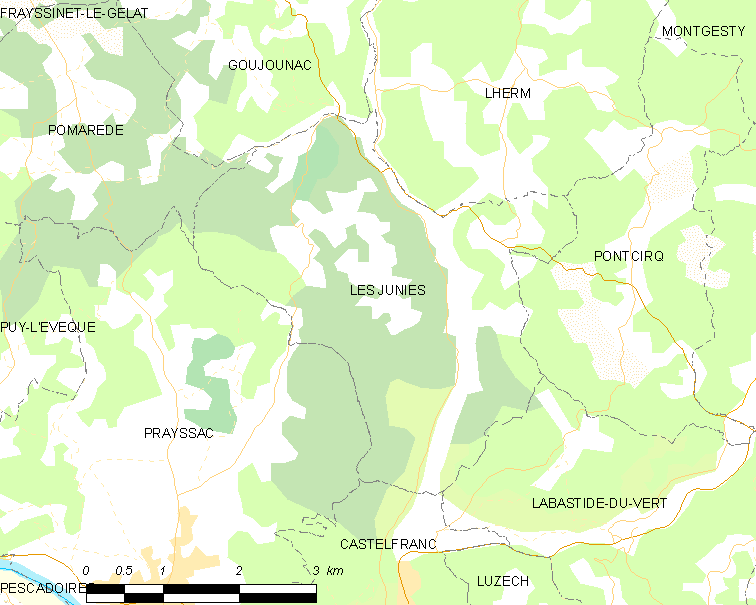
莱瑞尼的OSM定位图

莱瑞尼的时区为UTC+01:00、UTC+02:00（夏令时）。

## 行政
莱瑞尼的邮政编码为46150，INSEE市镇编码为46134。

## 政治
莱瑞尼所属的省级选区为皮莱韦克县。

## 人口

1962-2008年间莱瑞尼人口变化图示

莱瑞尼于2022年1月1日时的人口数量为252人。